# Gunnar Thoroddsen
Gunnar Thoroddsen, född 29 december 1910, död 27 september 1983, var Islands statsminister från den 8 februari 1980 till 26 maj 1983.
Thoroddsen var mellan åren 1965 och 1969 Islands ambassadör i Danmark. Han var även Reykjaviks borgmästare från 1947 till 1959 samt partiledare för Sjálfstæðisflokkurinn.